# Terebentină
Uleiul de terebentină (latină Oleum terebinthinae) este o substanță volatilă incoloră, cu miros intens, inflamabil cu un gust arzător, solubilă în eter, cloroform. El se obține prin distilarea repetată a terpentinei, produsul rămas după distilare fiind colofoniul.

## Utilizare
Terebentina (terpentina) este folosită în special la obținerea unor produse din rășină, mai moi, elastice, printre acestea fiind lacurile și chitul. Se mai folosește la obținerea uleiului de terpentină, a colofoniului și izoprenului. De asemenea este folosit în medicină la prepararea unor alifii rubefiante, sau de pictori ca diluant al vopselelor uleioase.

## Proprietăți chimice

### Reacția cuhalogenii
Terebentina reacționează cu halogenii, mai ales cu clorul (la cald), după reacția:
C10H16 + 8Cl2 = 16HCl + 10C
1. ↑   http://www.cdc.gov/niosh/npg/npgd0648.html Lipsește sau este vid: |title= (ajutor)